# Zachary Abel
Zachary Burr Abel (n. 4 de septiembre de 1980) es un actor estadounidense, que es más conocido por interpretar a Carter Anderson en Make It or Break It. Por su papel ha sido nominado en los Teen Choice Awards 2010, pero perdió contra Ian Harding de Pretty Little Liars.

## Primeros años
Zachary nació y creció en una pequeña ciudad de Middletown, Indiana. Nació el 4 de septiembre de 1980, y estudió finanzas en la Universidad Washington en San Luis.

## Carrera
Zachary comenzó su carrera en el año 2007, cuando apareció en un episodio de CSI: Crime Scene Investigation. Tuvo su gran oportunidad al interpretar a Jonah Madigan en la serie My Alibi. En 2009, tuvo un papel en The Secret Life of the American Teenager, apareció como Max Enríquez, el hermanastro de Adrian Lee, con quien hizo una relación íntima. También apareció en la película de terror Forget Me Not. Zachary aparece en el drama Make It or Break It como Carter Anderson.

## Filmografía
| Año       | Título                                   | Papel           | Notas                                 |
| --------- | ---------------------------------------- | --------------- | ------------------------------------- |
| 2007      | CSI: Crime Scene Investigation           | Amante          | Episodio: "Goodbye and Good Luck"     |
| 2008      | My Alibi                                 | Jonah Madigan   | Serie de televisión                   |
| 2009      | The Secret Life of the American Teenager | Max Enríquez    | 4 episodios                           |
| 2009      | Hot Sluts                                | Kale            | 1 episodio                            |
| 2009      | Forget Me Not                            | Chad            |                                       |
| 2009      | The Big Bang Theory                      | Todd            | Episodio: "The Cornhusker Vortex"     |
| 2009–2011 | Make It or Break It                      | Carter Anderson | Protagonista (30 episodios)           |
| 2010      | 90210                                    | Zach            | Episodio: "Best Lei'd Plans"          |
| 2011      | Night Club                               | Justin Palma    | Principal papel                       |
| 2011      | Awkward                                  | Jamie McKibben  | 2 episodios                           |
| 2011      | The Secret Circle                        | Luke            | Episodio: Loner (1x03), Masked (1x07) |
| 2017      | Criminal Minds                           | Bill Seavers    | Temporada 12 Capítulo 12              |